# شير هايت
شير هايت (2 نوفمبر 1942-9 سبتمبر 2020) هي نسوية ومعلمة جنسية أمريكية - ألمانية.